# Lerista varia
Espèce
Lerista varia est une espèce de sauriens de la famille des Scincidae.

## Répartition
Cette espèce est endémique d'Australie-Occidentale en Australie.

## Publication originale
- Storr, 1986 : Two new members of the Lerista nichollsi complex (Lacertilia: Scincidae). Records of the Western Australian Museum, vol. 13, no 1, p. 47-52 (texte intégral).